# Parastesilea
Parastesilea is een kevergeslacht uit de familie van de boktorren (Cerambycidae). De wetenschappelijke naam van het geslacht werd voor het eerst geldig gepubliceerd in 1959 door Breuning.

## Soorten
Parastesilea omvat de volgende soorten:
- Parastesilea alboscutellaris Breuning, 1968
- Parastesilea grisescens (Breuning, 1938)
- Parastesilea latefasciata (Breuning, 1938)
- Parastesilea scutellaris (Pascoe, 1865)